# Буэр
Буэр (фр. Bouère) — город и коммуна на западе Франции, префектура (административный центр) департамента Майен.

## География
Город расположен у мраморных карьеров, местный мрамор использовался при сооружении Базилики Сакре-Кёр и вокзала Сен-Лазар в Париже.

## Демография
| Год  | Народонаселение | Год  | Народонаселение |
| 1962 | 993             | 1968 | 1,149           |
| 1975 | 1,030           | 1982 | 911             |
| 1990 | 857             | 1999 | 907             |
| 2004 | 921             |      |                 |
| ---- | --------------- | ---- | --------------- |

## Места и памятники
- Романская церковь Сен-Сир-э-Сент-Жюльет (XI—XII вв., восстановлена в XIX в.)
- Общественное кладбище (занесено в дополнительный список исторических памятников),
- Замок Буа-Журдан XVI—XVII вв.
- Замок Ля-Везусьер XVIII в.
- Замок Рошер XIX в.
- Замок Ля-Севодьер XIX в.
- Замок Давьер XIX в.